# Пленер

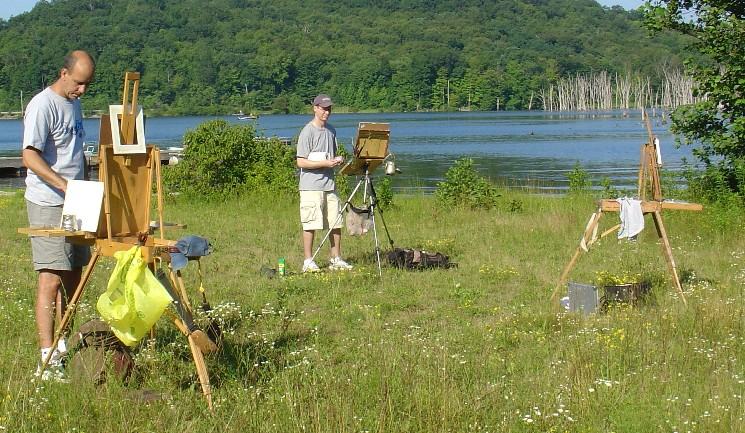

Плене́р (від фр. en plein air — «на відкритому повітрі») — у живописі термін, який позначає передачу в картині всього багатства змін кольору, зумовлених дією сонячного світла й атмосфери. Пленерний живопис склався в результаті роботи художників на свіжому повітрі, а не в майстерні. Аналогічно — в інших галузях творчості (скульптурі).